# 索克拉皮茲鎮區 (明尼蘇達州本頓縣)
索克拉皮茲鎮區（英語：Sauk Rapids Township）是位於美國明尼蘇達州本頓縣的一個行政鎮區。

## 地方資料
索克拉皮茲鎮區的面積為19.60平方千米，當中陸地面積為19.30平方千米，而水域面積為0.30平方千米。根據2020年美國人口普查的數據，當地共有人口521人，而人口密度為每平方千米26.58人。